# Missões diplomáticas da República Centro-Africana

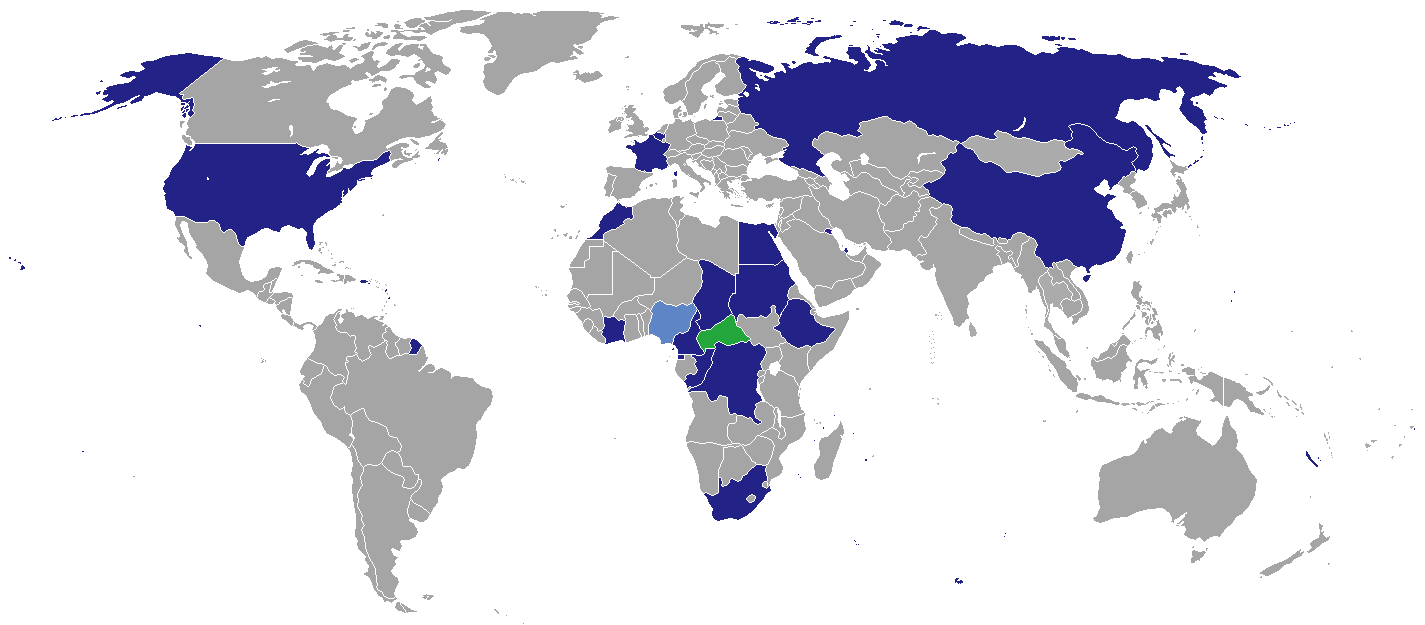
Missões diplomáticas da República Centro-Africana.

Abaixo estão listadas as embaixadas e consulados da República Centro-Africana:

## Europa
- Alemanha
  - Berlim (Embaixada)
- Bélgica
  - Bruxelas (Embaixada)
- França
  - Paris (Embaixada)
- Hungria
  - Budapeste (Embaixada)
- Santa Sé
  - Cidade do Vaticano (situada em Roma) (Embaixada)
- Itália
  - Roma (Embaixada)
- Rússia
  - Moscou (Embaixada)

## América do Norte
- Estados Unidos
  - Washington DC (Embaixada)

## África
- Camarões
  - Yaoundé (Embaixada)
  - Douala (Consulado)
- Chade
  - N'Djamena (Embaixada)
- República do Congo
  - Brazzaville (Embaixada)
- Costa do Marfim
  - Abidjã (Embaixada)
- Egito
  - Cairo (Embaixada)
- Gabão
  - Libreville (Embaixada)
- Nigéria
  - Lagos (Embaixada)
- República Democrática do Congo
  - Kinshasa (Embaixada)
- Sudão
  - Cartum (Embaixada)

## Ásia
- China
  - Beijing (Embaixada)

## Organizações multilaterais
- Nova Iorque (Delegação ante as Nações Unidas)